# Festival Biarritz Amérique Latine
O Festival de Cinema Latino-Americano de Biarritz (em francês: Festival Biarritz Amérique Latine) é um festival internacional de cinema realizado anualmente na cidade francesa de Biarritz, desde 1979, para promover o cinema e a cultura latino-americana junto ao povo francês e oferecer oportunidades de distribuição ou co-produções de filmes latino-americanos.

## Descrição
O Festival de Cinema Latino-Americano de Biarritz traz competições de filmes inéditos em longas, curta-metragens e documentários (em parceria com a União Latina). Além dos filmes em competição a cada ano, o festival apresenta anualmente homenagens e retrospectivas em torno de diferentes temas. O festival também oferece descobrir a cultura latino-americana em outras formas com encontros literários, exposições de fotografias e conferências acadêmicas.

## Prêmios
- HUG de Melhor Longa
- Prêmio do Júri de Melhor Longa
- Melhor Atriz
- Melhor Ator
- Prêmio do Público de Melhor Longa em colaboração com a Air France
- Prize of the French Union of Film Critics
- HUG para Documenátario, Latin Union Festival of Biarritz
- Prêmio do Público de Melhor Longa Documentário
- HUG de Melhor Curta
- Menção Honrosa para Curta-Metragem
- Prizes Shorts TV Numéricâble